# Grefier
El grefier era un oficial real que se ocupaba de guardar los papeles del archivo. 
El grefier castellano fue traído a España por la Casa de Borgoña y solo se aplicaba a la ocupación que se daba en palacio de guardar los papeles pertenecientes a la Casa Real, dar certificaciones, llevar las cuentas de los gastos y los sueldos de los criados, etc. 